# Mahafaly

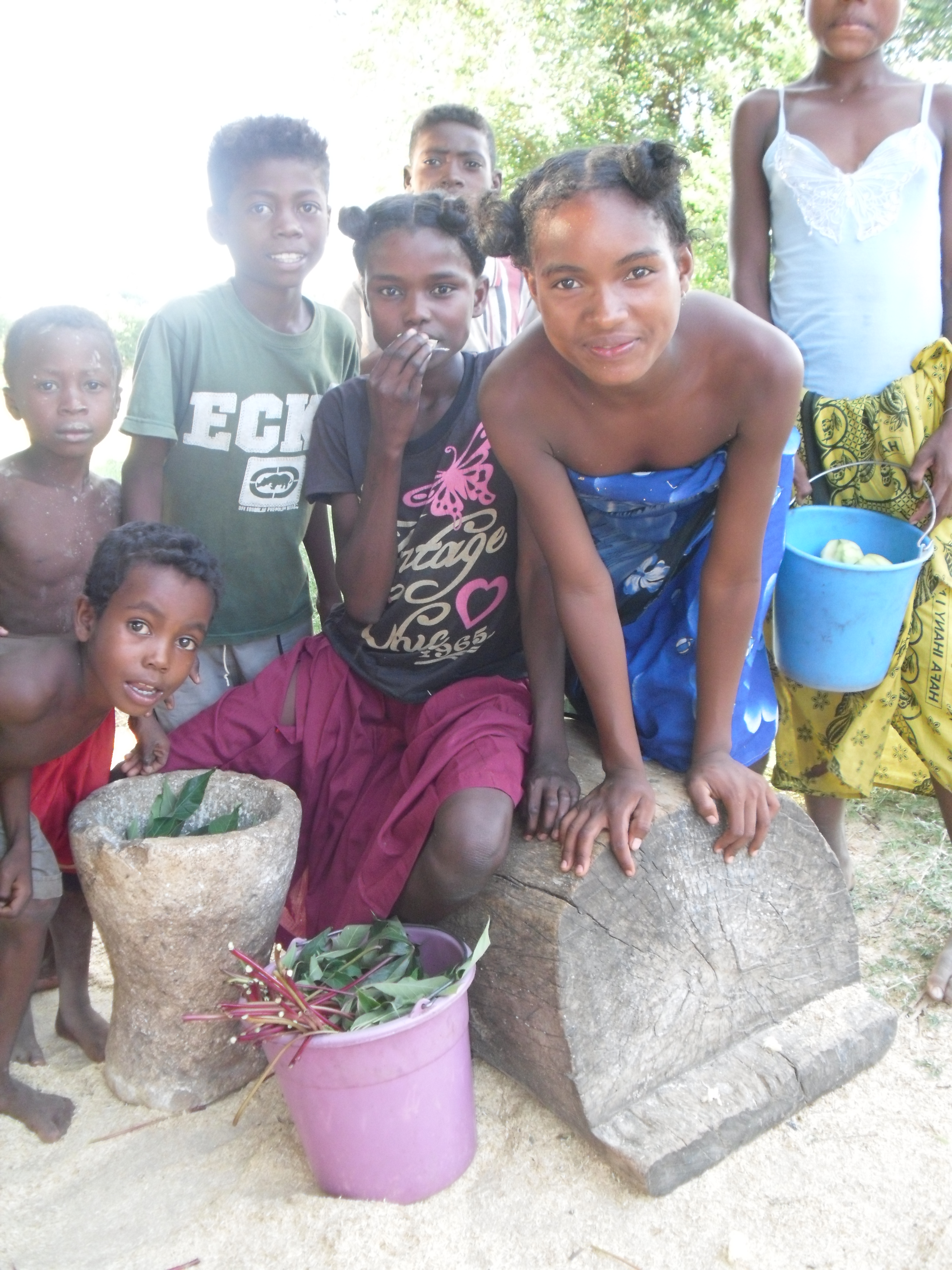
Ragazze e ragazzi Mahafaly, nei pressi della Riserva speciale di Bezaha Mahafaly

I Mahafaly sono un popolo del sud del Madagascar, e in particolare della zona di Betioky e Ampamihy. Abitano soprattutto le zone aride.
Sono un popolo fiero e indipendente, che solo il colonialismo francese è riuscito a sottomettere.
Le loro tombe sono adornate dalle corna degli zebù uccisi in onore del defunto durante il rito funebre; il numero delle corna deposte su una tomba è proporzionale allo status sociale del morto. Una delle tombe più spettacolari è quella del loro re Tsiampody, su cui sono state deposte le corna di 700 capi di bestiame.
|  |